# Polyplax bullimae
Polyplax bullimae är en insektsart som beskrevs av Johnson 1958. Polyplax bullimae ingår i släktet Polyplax och familjen ledlöss. Inga underarter finns listade i Catalogue of Life.